# Javier Imbroda
Francisco Javier Imbroda Ortiz (Melilla, 8 de enero de 1961-Málaga, 2 de abril de 2022) fue un entrenador de baloncesto y político español que entrenó durante diecisiete temporadas en la Liga ACB. Fue además, entre 2001 y 2002, seleccionador nacional español y asistente de la Selección de baloncesto de Lituania. Con 605 partidos en ACB es el sexto entrenador con más partidos dirigidos en esta competición.
En 2018 fue elegido diputado en el Parlamento de Andalucía y, posteriormente, nombrado Consejero de Educación y Deportes de la Junta de Andalucía, cargo que ejerció hasta su fallecimiento. Era hermano de Juan José Imbroda, presidente de Melilla entre 2000 y 2019.
Estaba casado con Salvadora Acosta.

## Trayectoria deportiva

### Liga ACB
Comenzó su andadura profesional en el Maristas Málaga de Primera B, equipo al que ascendió a la ACB, y que continuó dirigiendo cuando se fusionó con el Caja de Ronda convirtiéndose en el actual Unicaja de Málaga. Fue Subcampeón de Liga ACB con el Unicaja Málaga en la temporada 94-95. Tras 10 años en la entidad, ficha en 1998 por el Caja San Fernando de Sevilla, donde permanece hasta 2001, llevando al equipo al Subcampeonato de Liga ACB y de la Copa del Rey en la temporada 98-99. En 2001 se hace cargo de la selección española de baloncesto, sustituyendo a Lolo Sáinz, siendo entrenador ayudante de este último desde 1995. En su primer año como seleccionador consigue la Medalla de Bronce en el Europeo de Turquía`01. En el Mundial de Indianápolis 2002 dirigiendo a la selección, consigue ganar con España a la selección de EE. UU. en competición oficial, hito histórico para el combinado nacional que hasta la fecha no ha podido ser igualado.
Además fue entrenador ayudante con la Selección de Lituania que participó en los Juegos Olímpicos de Barcelona 92, consiguiendo la Medalla de Bronce.
En la temporada 2002-03 ficha por el Real Madrid. En la temporada 2003-2004 se toma un descanso como entrenador y Televisión Española le ficha como comentarista de la liga ACB y Eurobasket de Belgrado 2005. Regresa a los banquillos en la Temporada 2006-07, haciéndose cargo del Grupo Capitol, equipo al que salva del descenso en dicha temporada y que acabaría descendiendo en la siguiente.
En febrero de 2009 es contratado para dirigir al ViveMenorca para intentar salvar al equipo, objetivo que no consigue, al dejar al equipo en el puesto 16 de la clasificación en una temporada extraña en la ACB con 17 equipos, tras el caso Obradoiro, donde el equipo gallego debía acceder a la ACB tras decisión judicial. 
Con 605 partidos en ACB (y 315 victorias) es el sexto entrenador con más partidos dirigidos en esta competición. Le anteceden en la lista Aíto García Reneses (1077), Pedro Martínez (en activo) Manel Comas (745) y Luis Casimiro y Salva Maldonado.
Elegido por la Asociación Española de Entrenadores de Baloncesto (AEEB), mejor entrenador de la liga ACB de las temporadas 94-95 y 98-99.

### Selección nacional
Formó parte como entrenador ayudante de la Selección Lituana en los Juegos Olímpicos de Barcelona 92, donde consiguieron la medalla de bronce en un equipo que estaba liderado por Arvidas Sabonis y por Šarūnas Marčiulionis.
Entrenador ayudante de Lolo Sáinz desde el año 1995. En el Eurobasket 1999, logró la medalla de plata. 
Seleccionador absoluto de España entre 2001 y 2002. En su primer año como seleccionador consigue la Medalla de Bronce en el Europeo de Turquía`01.. En el Mundial de Indianápolis`02 dirigiendo a la selección, consigue ganar con España a la selección de EE. UU. en competición oficial, hito histórico para el combinado nacional que hasta la fecha no ha podido ser igualado. Este triunfo les valió el quinto puesto del Mundial .

## Trayectoria política
El 13 de julio de 2018, Javier Imbroda hizo pública su decisión de presentarse a las elecciones andaluzas por el partido político Ciudadanos. Fue elegido diputado por la provincia de Málaga en las elecciones al Parlamento de Andalucía de 2018. A raíz del pacto de gobierno entre el Partido Popular y Ciudadanos por el que Juan Manuel Moreno fue investido presidente de la Junta de Andalucía, Imbroda fue nombrado consejero de Educación y Deportes, cargo que ejerció hasta su muerte. Tras su fallecimiento, la Junta de Andalucía quiso rendirle homenaje por su trayectoria dándole su nombre a la Ciudad Deportiva Javier Imbroda.